# 国家はなぜ衰退するのか:権力・繁栄・貧困の起源
『国家はなぜ衰退するのか:権力・繁栄・貧困の起源』（Why Nations Fail: The Origins of Power, Prosperity, and Poverty）は、経済学者ダロン・アセモグルとジェームズ・A・ロビンソンによる著書。2012年に英語で出版された。アセモグルとロビンソンは、本書のテーマである国家間の繁栄に関する比較研究への貢献により、サイモン・ジョンソンと共に2024年のノーベル経済学賞を共同受賞した。この本は、40以上の言語に翻訳されており、世界的な影響力を持つ作品となっている。    

## 本書の内容
本書は、地理的要因、文化、あるいは無知が国家間の経済的格差の根本的な原因であるという従来の説に異議を唱えている。 代わりに彼らは、国家の成功と失敗を決定づけるのは、制度、特に政治制度と経済制度の質であると主張する。 本書の主張の中心となるのは、「包摂的（inclusive）な制度」と「収奪的（extractive）な制度」という対照的な2つの制度類型である。

### 参照元
1. ↑  Acemoglu, Daron; Robinson, James A. (2013). Why nations fail: the origins of power, prosperity, and poverty (Paperback ed ed.). London: Profile Books. ISBN 978-1-84668-429-6
2. ↑  “The Sveriges Riksbank Prize in Economic Sciences in Memory of Alfred Nobel 2024” (英語). NobelPrize.org. 2024年12月28日閲覧。
3. ↑  “Why Nations Fail: The Origins of Power, Prosperity, and Poverty | The Pearson Institute”. thepearsoninstitute.org. 2024年12月28日閲覧。
4. 1 2  樋口 裕城 (2014). “書評『Why Nations Fail: The Origins of Power, Prosperity, and Poverty』”. アジア経済 (日本貿易振興機構アジア経済研究所) 55 (2):  95-99.
5. 1 2  樋口 倫生 (2015-07-28). “『国家はなぜ衰退するのか：権力・繁栄・貧困の起源（上・下）』 ダロン アセモグル, ジェイムズ A ロビンソン（著）, 鬼澤 忍（訳）”. 農林水産政策研究所レビュー 66.

| スタブアイコン | サブスタブ | この項目は、まだ閲覧者の調べものの参照としては役立たない、書籍に関連した書きかけの項目です。この項目を加筆・訂正などしてくださる協力者を求めています（P:書物/PJ:出版）。項目が文学作品の場合は{Lit-substub}を貼り付けてください。 |